# Palicourea elata
Palicourea elata (лат.) — вид тропических цветковых растений из семейства мареновых (Rubiaceae) порядка горечавкоцветных (Gentianales). Произрастает в дождевых тропических лесах Центральной и Южной Америки. Из-за ярко-красного цвета и формы прицветников перед цветением растение получило названия на английском языке «Hotlips» (горячие губы) и на испанском «Labios de Novia» (губы невесты).

## Описание
Многолетний кустарник, достигающий в высоту от 1 до 3 м, иногда 4 м, произрастающий в нижнем ярусе дождевых тропических лесов.
Листья простые, супротивные с межчерешковыми прилистниками. Морфология растения может быть весьма изменчивой, поскольку на неё напрямую влияет структура соседства близлежащих растений и общая доступность света, к которому растение имеет доступ. Эти переменные, а также общие ресурсы, доступные растению, влияют на его биомеханику, аллометрию и ветвление, что, в свою очередь, может влиять на высоту и количество листьев.
Наиболее яркой особенностью Palicourea elata являются его ярко-красные прицветники, состоящие из видоизменённых листьев. Перед цветением растения его прицветники напоминают пару человеческих губ. Цветение с декабря по март, цветы небольшого размера и имеют звёздчатую форму. Как и многие растения своего рода, Palicourea elata не испускает запаха. Поэтому для привлечения опылителей, таких как бабочки и колибри, растение использует только форму и цвет своих цветков. После опыления и оплодотворения Palicourea elata производит маленькие чёрные или тёмно-синие ягоды, которые распространяются птицами, что является обычным механизмом, используемым растениями рода Palicoura.
Одним из основных фитохимических веществ, обнаруженных у Palicourea elata, является стриктозидин.

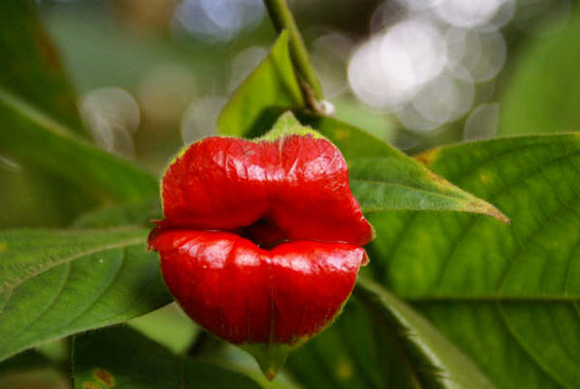
Прицветник перед цветением
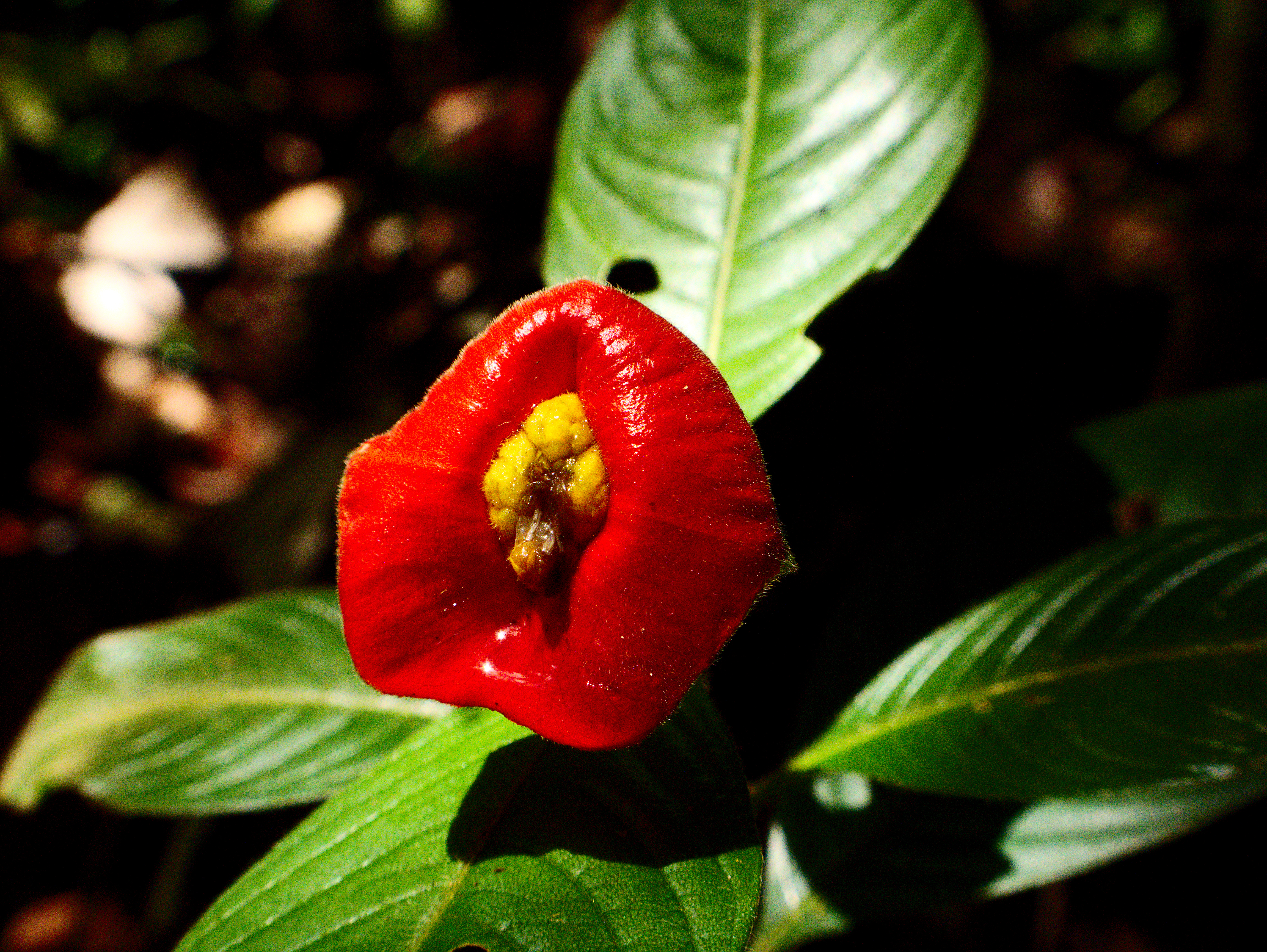
Начало цветения
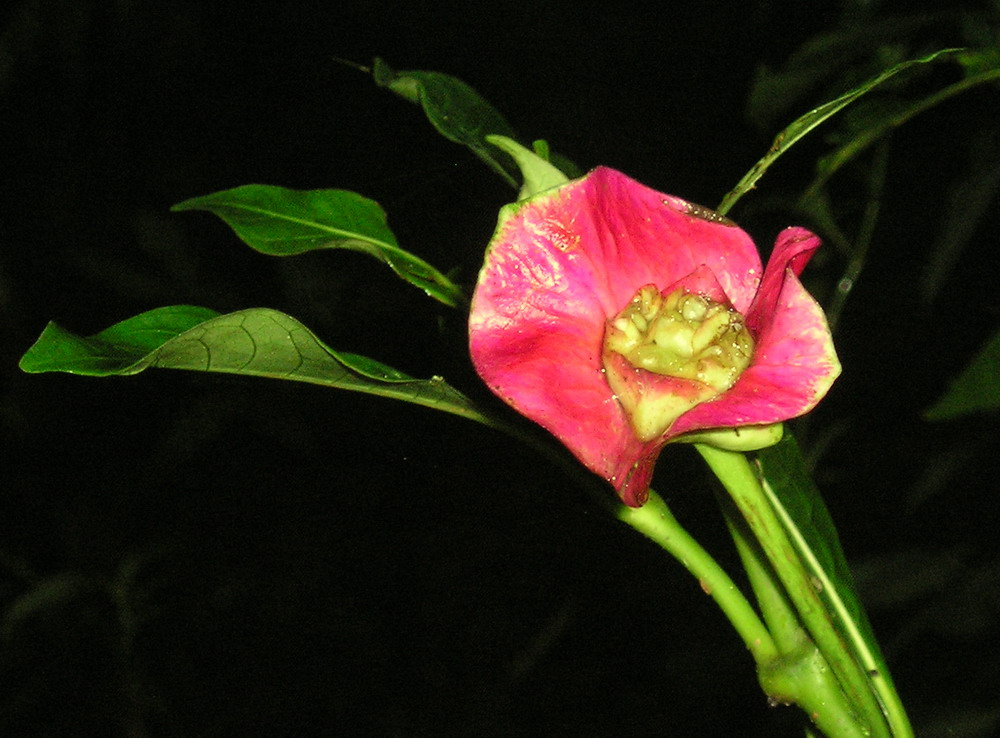
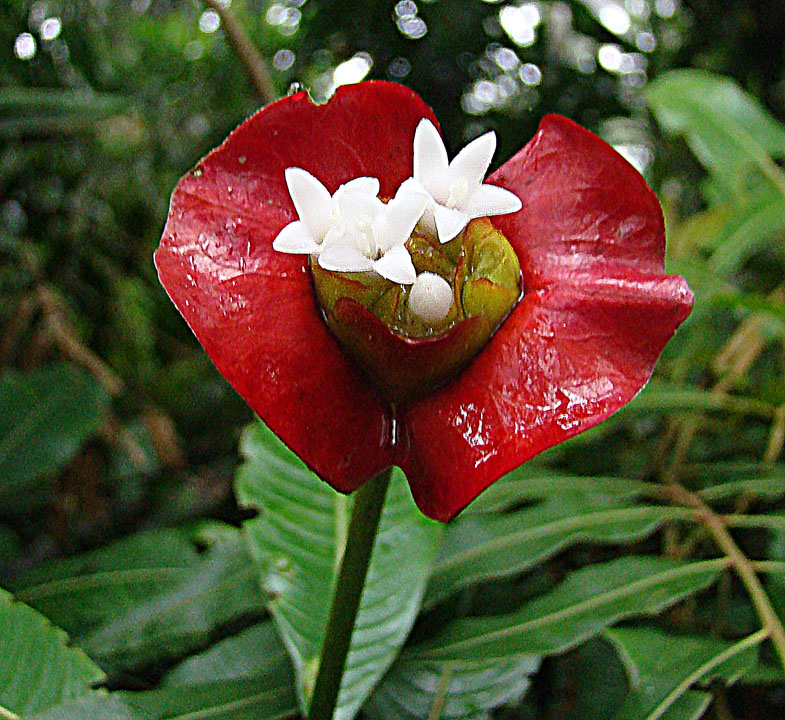
Цветущее растение с раскрывшимися цветками
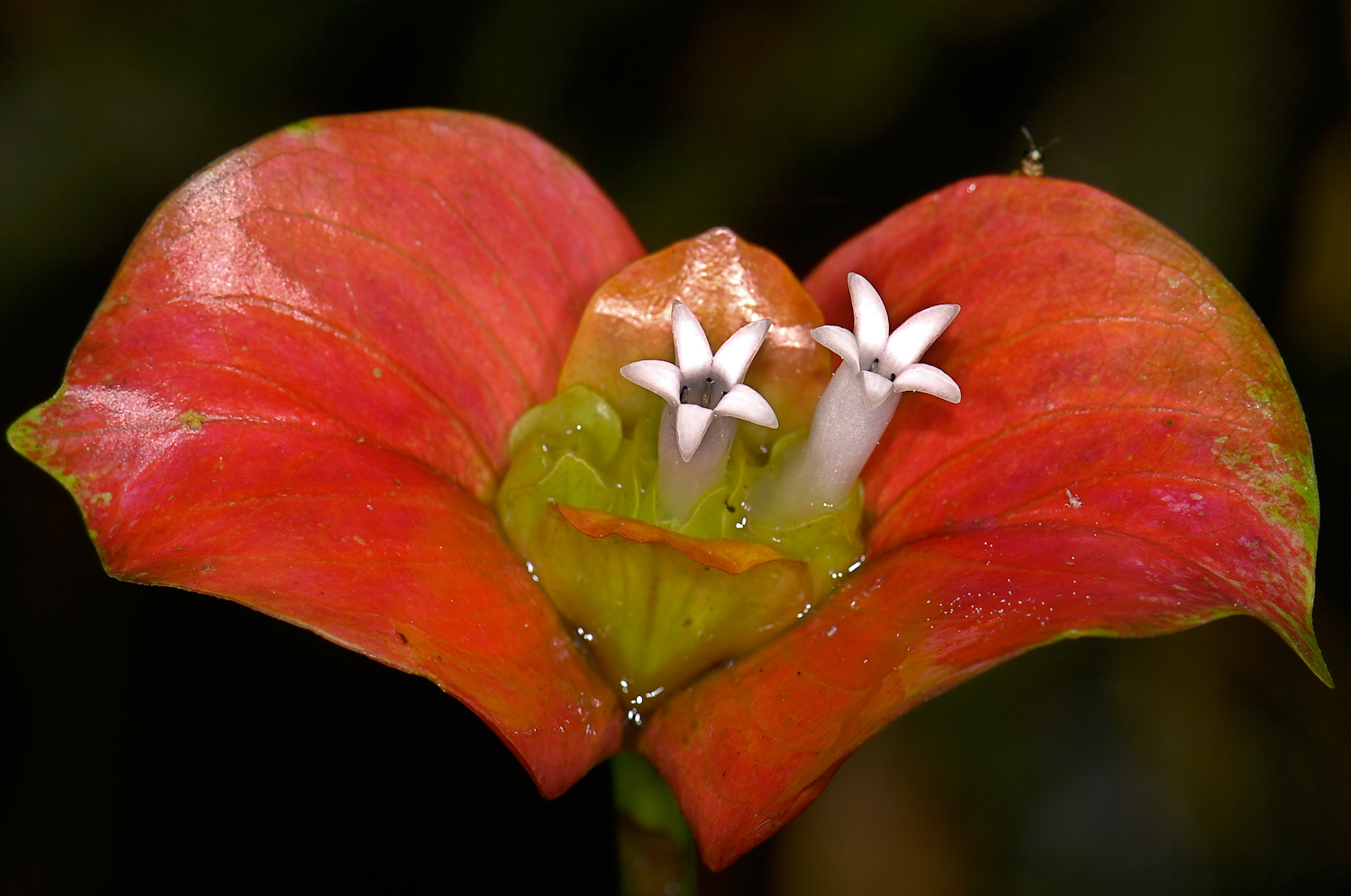
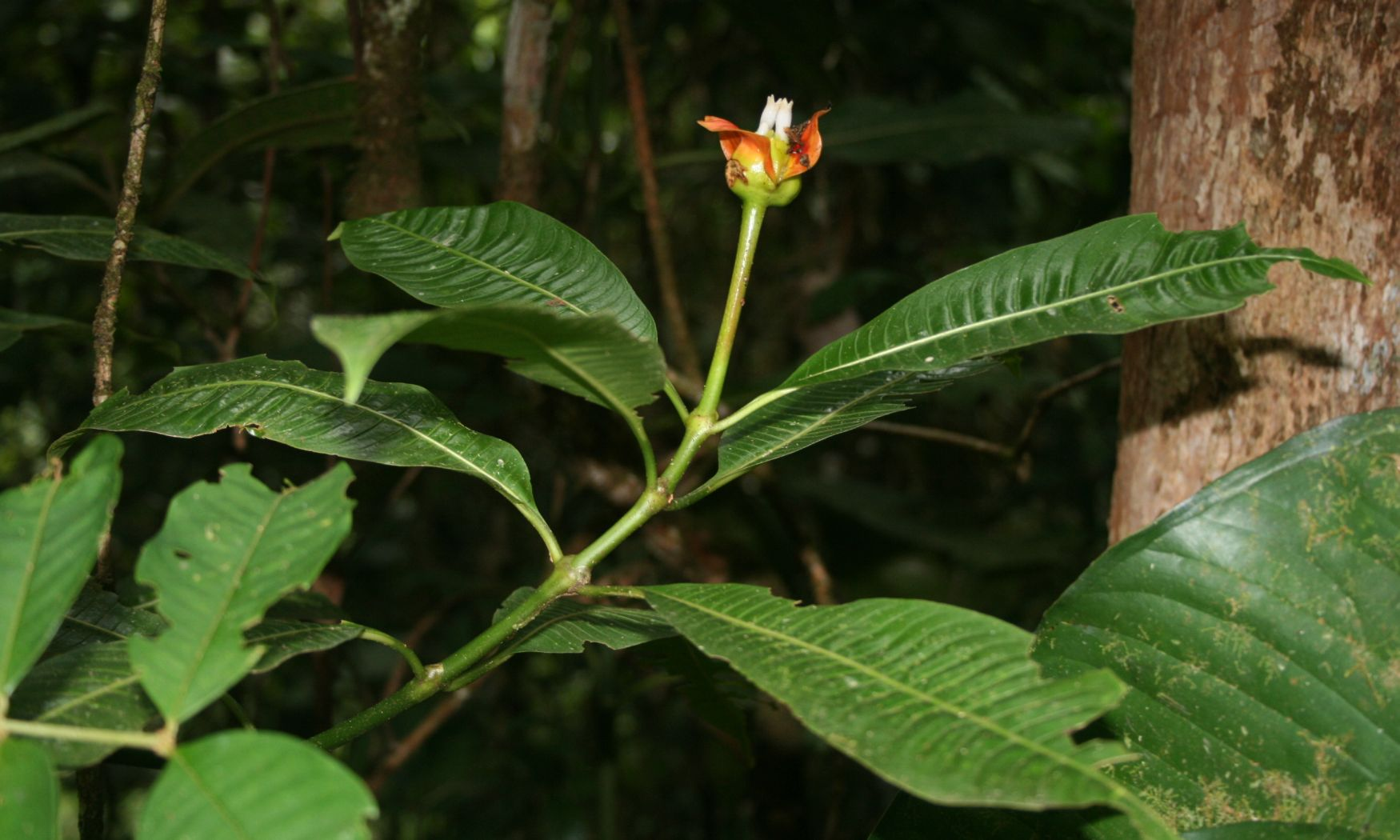
Общий вид цветущей ветви

## Ареал
Произрастает в дождевых тропических лесах Центральной и северо-запада Южной Америки от юга Мексики до центра Колумбии и Эквадора, встречается на острове Ямайка в Карибском море. Растение найдено также на юго-востоке Перу.

## Охрана
Palicourea elata оказалась под угрозой исчезновения из-за вырубки лесов в её естественном ареале. Экспансивное земледелие и законная и незаконная вырубка деревьев приводят к тому, что первичные и вторичные леса превращаются в поля для посевов или пастбища для скота и пустоши. Из-за привлекательного внешнего вида растение широко использовали в качестве подарка на День святого Валентина, его сбор при этом может быть чрезмерным. Поскольку этот вид является кустарником нижнего яруса, зависящим от тени, которую дают нависающие деревья, размеры популяции быстро сокращаются из-за чрезмерной вырубки, изменения климата и утраты среды обитания.

## Использование
Кора и листья P. elata используются в народной медицине при ушных болях, кашле, раздражении кожи или сыпи. Племя гуна в Панаме и Колумбии обычно использовало этот цветок при одышке. В никарагуанских общинах растение использовалось для облегчения побочных эффектов при укусах змей; известно, что для этой цели использовались все части растения. В медицинских целях желаемые части растения готовятся либо в виде отвара для приёма внутрь, либо в виде припарки для местного применения. Растение может оказывать психоделический эффект, который может потенциально использоваться в медицинских целях, но в основном используется в церемониях в местных общинах. Также было показано, что растение обладает антимикробными, а также противовоспалительными свойствами. Собирают растение обычно во вторичных лесах.